# 山田デパート
山田デパート（やまだでぱーと、丸山山田）は北海道名寄市に拠点を置く小売企業。かつては北海道北部一円に店舗網を展開していた。「丸山山田」とも呼称されていた。

## 概要
- 1990年代までは道北有数の小売企業として数十億規模の年商を誇った。1990年代の経営危機に伴い、名寄本店を除く全店舗を閉鎖。現在は（大幅業務縮小の上で）名寄本店建物（但し、1Fフロアのみ）で引き続き営業を続けている。

## 店舗・業態・解説

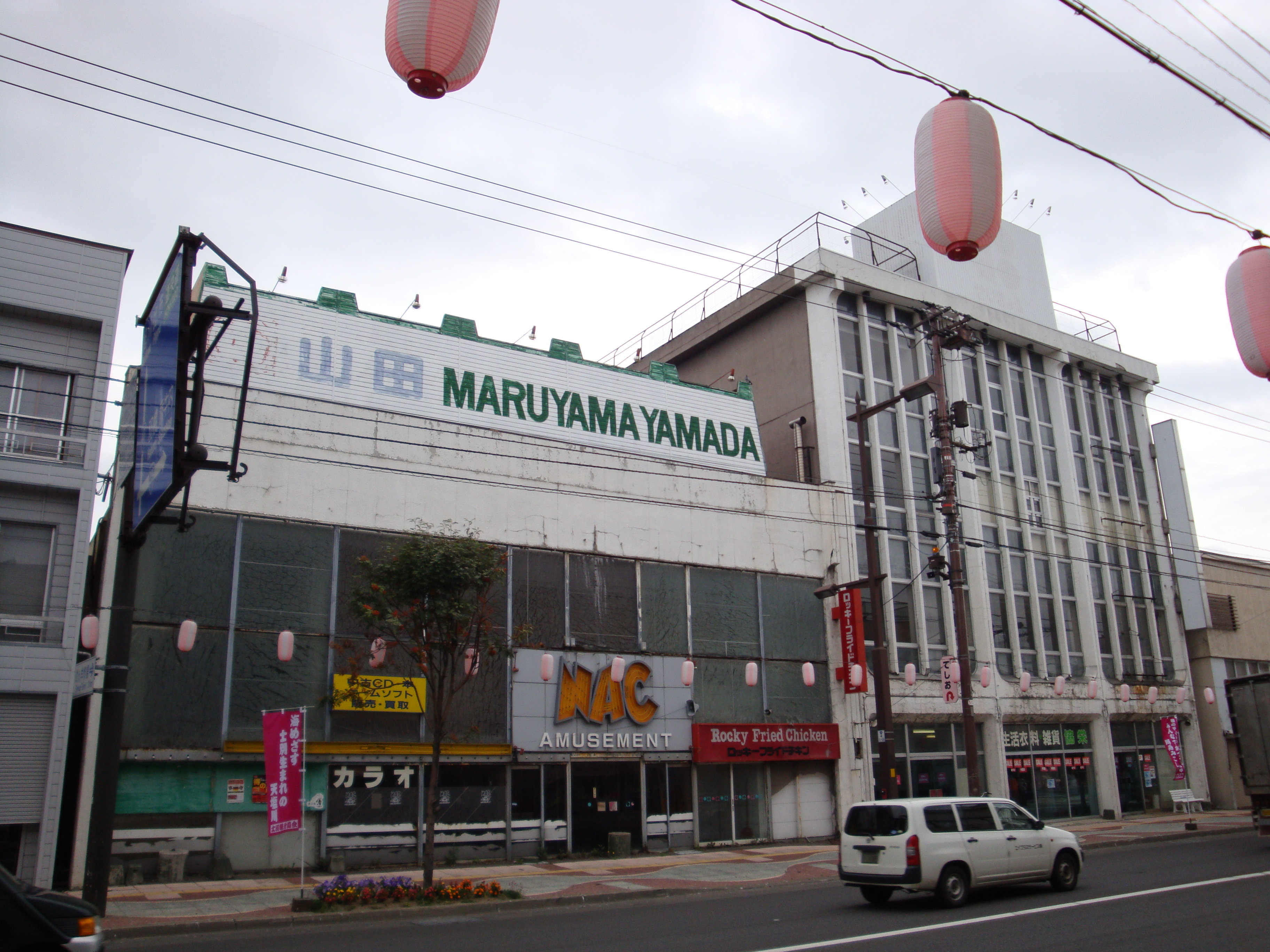
閉店した旧士別店。右の建物はコープさっぽろ旧士別店。2008年8月撮影

### 山田デパート
- 名寄本店（本館） - 地上4階・地下1階（1990年代からカラオケボックスとして営業）。現在も「ファッションプラザ山田」として営業中（1階部分でのみ食品と衣料品を取り扱う。現在の従業員は、創業者一族出身の高齢女性一名のみ）。
  - レインボーショップ - 閉店。名寄本店（本館）とは道を挟んで向かいに立地していた別館店舗。1,000坪規模のワンフロア。屋上は自走式の駐車場。客用エレベーター、エスカレーターとも未設置。名寄本店の食品フロアとして開業。西條名寄本店の移転新築後は苦戦。1990年代前半、札幌市の酒類販売業デリーズをキーテナントに迎えて改装オープン。その後、デリーズの主導で建物名称を「Y’s（ワイズ）」へと改称し、売場の大幅なリモデルを敢行。しかし、デリーズの経営破綻に伴い閉館。その後、建物は取り壊され跡地は住戸となっている。
- 枝幸店 - 閉店。2フロア。1階は食品フロア。枝幸町では珍しいエスカレーターが設置されていた。当時宗谷バス枝幸営業所のターミナルも併設し、デパート裏は（車輌基地となる）車庫および整備工場であった。かつての競合他社はAコープと小新スーパーであり、その後はツルハ（現在も健在）と競合していた。
- 士別店 - 閉店。市民生協（コープさっぽろ士別店）と隣り合って立地。最大の競合店となる西條士別店出店の影響で、現在は士別店・市民生協士別店ともに閉店。その後、建物は取り壊され、「道の駅羊のまち 侍・しべつ」が新築されている。